# Dendrophthoe clementis
Dendrophthoe clementis är en tvåhjärtbladig växtart som beskrevs av Danser. Dendrophthoe clementis ingår i släktet Dendrophthoe och familjen Loranthaceae. Inga underarter finns listade i Catalogue of Life.